# المهاجر (سيئون)

تعديل مصدري - تعديل

المهاجر أو الحسيسة هي إحدى قرى عزلة سيئون بمديرية سيئون التابعة لمحافظة حضرموت، بلغ تعداد سكانها 19 نسمة حسب تعداد اليمن لعام 2004. وهي قرية إلى جنوب مدينة بَوْر، في سفح الجبل الجنوبي المعروف بشعب مخدم أو شعب أحمد نسبة إلى أحمد بن عيسى المهاجري (جد آل باعلوي) الذي انتقل إليها واستوطنها إلى أن توفي بها سنة 345 هـ، ودفن برأس هضبة واقعة في نحو ثلث الجبل المذكور. ودفن بالشعب المذكور أيضا أحمد بن محمد الحبشي وأصبح يطلق على المنطقة شعب الأحمدين.

## التاريخ
كانت قرية معمورة، ثم خربت، فبناها علي بن عمر الكثيري في سنة 821 هـ، ثم أخربها عقيل بن عيسى الصبراتي سنة 889 هـ. وفي حدود سنة 1339 هـ اشتد النزاع بين آل بور وآل تاربة بشأن جبل الحسيسة، وكل ادعى أنه في حده، فله قنص صيده وإدارة القهوة والعود في حفلاته العامة، حتى عطلت مرارا، فم تواضعوا على أن لا يدار شيء خوف الفتنة. وما زالوا كذلك حتى أقيمت جمعية ببتاوي لآل العيدروس، كان من أغراضها الالتفات إلى إصلاح ذات بينهم. وفي سنة 1341 هـ وافق آل العيدروس بحضرموت، وصار الإصلاح بين آل بور وآل تاربة على أن لكل منهم قنص الجبل، وعلى أن خدامهم يشتركون فيما يدار فيه.